# Lo spuntino di mezzanotte
Lo spuntino di mezzanotte (The Midnight Snack) è un film del 1941 diretto da William Hanna e Joseph Barbera. È il secondo cortometraggio animato della serie Tom & Jerry, prodotto dalla Metro-Goldwyn-Mayer e uscito negli Stati Uniti il 19 luglio 1941. Questo film è il primo in cui i personaggi vengono chiamati Tom e Jerry. Nel precedente, Un gatto messo alla porta, il gatto veniva chiamato Jasper e il topo era conosciuto come Jinx. Il corto venne rieditato il 27 febbraio 1948 e nel 1957.

## Trama
A mezzanotte Jerry saccheggia il frigorifero, portandosi via una grossa fetta di formaggio. Tom, per rendergli difficile il compito, impila sopra il formaggio alcuni oggetti, costruisce una scala con cinque fette di pane, e la fa terminare con un mattarello. Così Jerry cade e, vedendo Tom, riporta indietro il formaggio. Dopo aver bloccato Jerry con un ferro da stiro, però, Tom decide di razziare lui stesso il frigorifero. Quindi fa annusare a Jerry la fetta di formaggio e la lancia via, rompendo però la vetrata di un mobile e alcuni oggetti all'interno. Questo sveglia Mammy Due Scarpe, che scende per rimproverarlo. Tom allora rinchiude Jerry nel frigo e scappa via, così quando Mammy lo apre si trova davanti il topo. La donna urla quindi a Tom di acchiappare il topo. Durante l'inseguimento, però, Tom rimane intrappolato sull'asse da stiro. Jerry lo sperona con una forchetta, facendolo sobbalzare e scivolare giù per l'asse. Tom conclude la corsa schiantandosi all'interno del frigo. Mammy arriva per premiarlo per aver cacciato il topo, ma quando apre il frigo per prendere il latte, ci trova all'interno Tom e il disastro causato dallo schianto. Così, mentre la donna rimprovera e caccia Tom fuori di casa, Jerry può finalmente mangiare il formaggio osservando la scena.